# Anna Loos

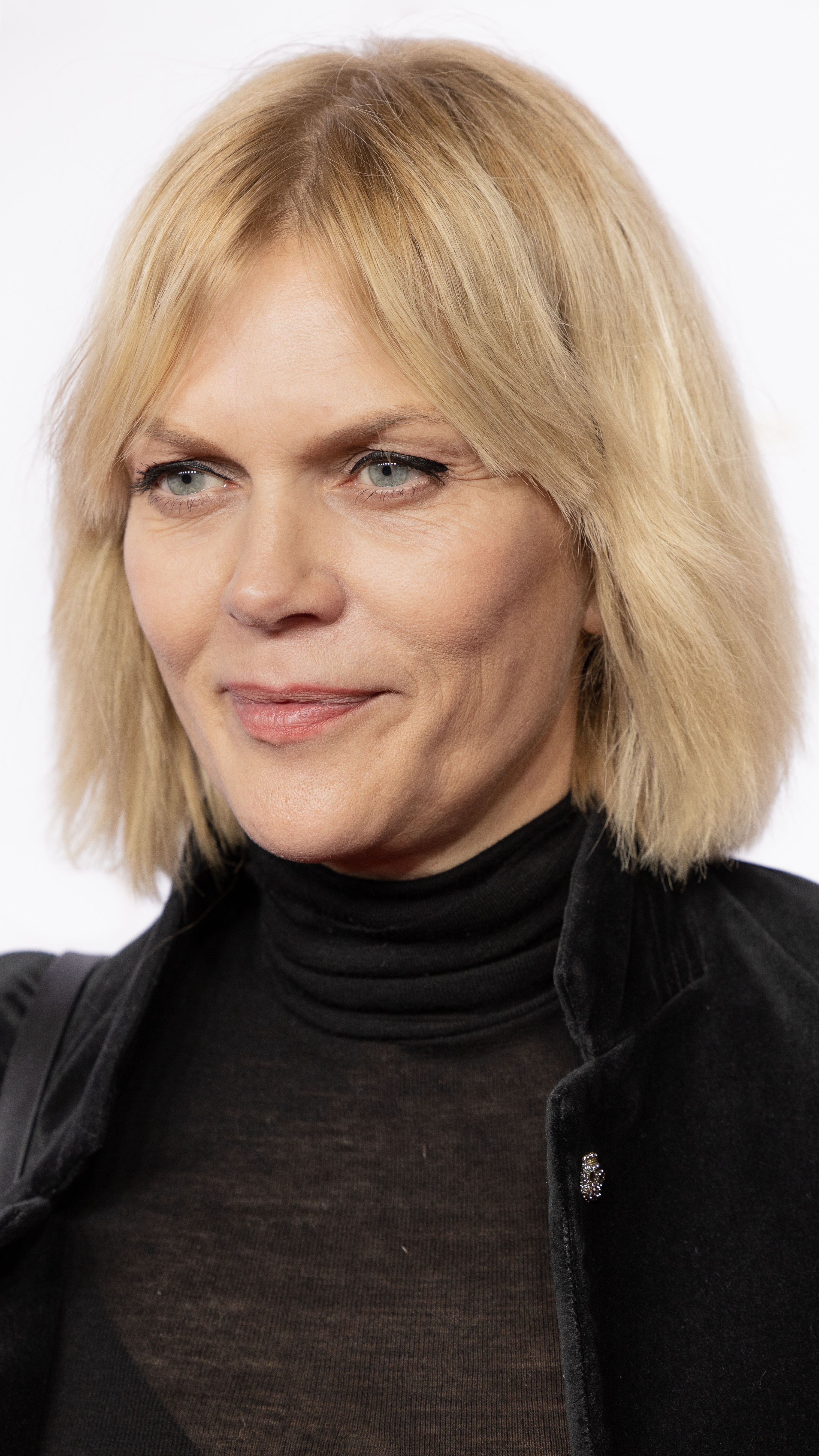
Anna Loos, 2020

Anna Loos (* 18. November 1970 in Brandenburg an der Havel) ist eine deutsche Schauspielerin und Sängerin.

## Leben

### Herkunft, Jugend und Ausbildung
Anna Loos, die Tochter einer Krankenschwester und eines Ingenieurs, wuchs in der Stadt Brandenburg auf und nahm ab ihrem sechsten Lebensjahr Ballettunterricht. Mit dreizehn Jahren finanzierte sie sich von ihrem Taschengeld Gesangsunterricht bei der bulgarischen Opernsängerin Jana Michailowa am Brandenburger Theater. An der Hochschule für Musik „Hanns Eisler“ wurde Loos abgelehnt, weil sie damals nicht nur im Kleidungsstil eine Punker-Attitüde pflegte. Als Jugendliche spielte sie in der Punkband Leck mich am Arsch.
1988 flüchtete Loos als 17-Jährige mit einer Freundin über die Tschechoslowakei, Ungarn und Österreich aus der DDR in die Bundesrepublik Deutschland. Vom Notaufnahmelager Gießen zog sie zu einer Tante nach Wedel und besuchte bis zur 12. Klasse das dortige Johann-Rist-Gymnasium.
Loos setzte ihre Gesangsausbildung fort und spielte in verschiedenen Bands. Mit einer Big Band unternahm sie unter anderem eine Tournee nach Kanada. Sie lebte 13 Jahre in Hamburg und absolvierte dort ab 1992 eine Ausbildung an der Stage School Hamburg. Über die Musik fand sie zum Schauspiel.

### Privates
1999 lernte Loos den Schauspieler und Musiker Jan Josef Liefers am Set des Fernsehfilms Halt mich fest! kennen; seit 2004 ist das Paar verheiratet und hat zwei Töchter, Lilly Liefers (* 2002) und Lola Liefers (* 2008). Beide sind ebenfalls als Schauspielerinnen tätig. Sie lebt mit ihrer Familie in Berlin-Steglitz.

## Schauspielkarriere
1993 trat Loos in Comedyshows des Schmidt Theaters auf. Es folgten Mitwirkungen im Musical Grease (Imperial Theater, 1994) und mit Wasserfest & doppelbödig (1995) sowie Reiselust (1996) Kabarett-Shows am Theater Bremen. Von 1996 bis 1999 spielte sie mehrfach Talkshow-Gäste in der Talkshow-Parodie T.V. Kaiser.
Ihr Kino- und ihr Fernsehfilmdebüt gab sie in den Produktionen Das Mambospiel von Michael Gwisdek und Blind Date (beide 1998). Danach trat Loos regelmäßig im Fernsehen in Erscheinung. Einem größeren Publikum wurde sie durch die Rolle der Sekretärin Lissy Pütz im WDR-Tatort Köln neben den Kommissaren Ballauf (Klaus J. Behrendt) und Schenk (Dietmar Bär) bekannt.
Einem breiten Fernsehpublikum rief sie sich durch die beiden Komödien Höllische Nachbarn (1998) und Höllische Nachbarn – Nur Frauen sind schlimmer (2000) in Erinnerung, in denen sie sich jeweils ein Duell mit Esther Schweins lieferte. An den vorangegangenen Erfolg konnte Loos im Jahr 2000 durch die Darstellung des Gretchen neben Franka Potente in dem deutschen Medizinthriller Anatomie anknüpfen. Darin war sie als plastiniertes Opfer des Filmbösewichts Benno Fürmann zu sehen. Für diesen Medizinthriller sang sie zudem den Titelsong My Truth ein.
Ebenfalls im Jahr 2000 erhielt sie für ihre Leistung als Rocksängerin Rita in dem Fernsehfilm Halt mich fest! an der Seite ihres späteren Ehemanns Jan Josef Liefers den Darstellerpreis des Fernsehfilmfestivals Baden-Baden. Für letztgenannte Produktion interpretierte sie gemeinsam mit Liefers und Jan-Gregor Kremp die Titel Purple Rain von Prince und Living Next Door to Alice von Smokie.
2006 spielte Loos die Hauptrolle der Sally Bowles in der Berliner Musical-Inszenierung von Cabaret, für die sie positive Kritiken erhielt. 2009 erschien sie an der Seite von Jan Josef Liefers in der Clemens-Wilmenrod-Fernsehbiografie Es liegt mir auf der Zunge und dem Drama Böseckendorf – Die Nacht, in der ein Dorf verschwand, das von einer spektakulären Massenflucht aus der DDR handelt. Sowohl die Rolle der Erika Wilmenrod als auch die der Tonia Lantz brachten Loos eine Nominierung für die Goldene Kamera ein. Im selben Jahr spielte sie an der Seite von Martin Feifel die Königin in dem Märchenfilm Dornröschen der ARD-Fernsehreihe Sechs auf einen Streich.
2011 erhielt Loos den Preis für ihre Hauptrolle in Tim Tragesers Fernsehfilm Wohin mit Vater?, in dem sie als ostdeutsche Ehefrau und Mutter zu sehen ist, die mit der Pflege ihres verwitweten und gehbehinderten Vaters (Dieter Mann) konfrontiert wird. 2012 folgte der Bayerische Fernsehpreis als beste Schauspielerin für den Fernsehfilm Die Lehrerin, für den sie abermals mit Tim Trageser zusammenarbeitete. In dem Drama war sie als traumatisierte Lehrerin zu sehen, die einen Amoklauf an ihrer Schule mit ihrer Klasse zu verarbeiten versucht. 2013 verkörperte sie in Andreas Kleinerts Psychodrama Die Frau von früher, das auf dem gleichnamigen Theaterstück von Roland Schimmelpfennig basiert, die Rolle der Claudia, die mit ihrem Ehemann Frank (Devid Striesow) nach Toronto auswandern will, bis nach 24 Jahren unerwartet dessen Jugendliebe wieder auftaucht.
Seit 2014 verkörpert sie in der ZDF-Samstagskrimireihe Helen Dorn die titelgebende Kommissarin vom LKA Nordrhein-Westfalen, seit Folge 13 vom LKA Hamburg. Im selben Jahr stellte sie die Altenpflegerin Carmen in Udo Wittes Filmkomödie Die letzten Millionen dar. Anfang 2016 spielte sie die Hauptrolle in dem sechsteiligen Polit-Drama Die Stadt und die Macht. 2018 war sie an der Seite von Heiner Lauterbach in dem ZDF-Historien-Mehrteiler Tannbach – Schicksal eines Dorfes in der Rolle der Ost-Berlinerin Rosemarie Czerni, die sich in den West-Berliner Graf und Großgrundbesitzer Georg von Striesow verliebt und diesen heiratet, zu sehen. 2020 spielte sie in dem Weihnachtsfilm Alle Nadeln an der Tanne als Maria Koslowski neben Marcus Mittermeier und Simon Schwarz in der Hauptrolle.

## Musikkarriere

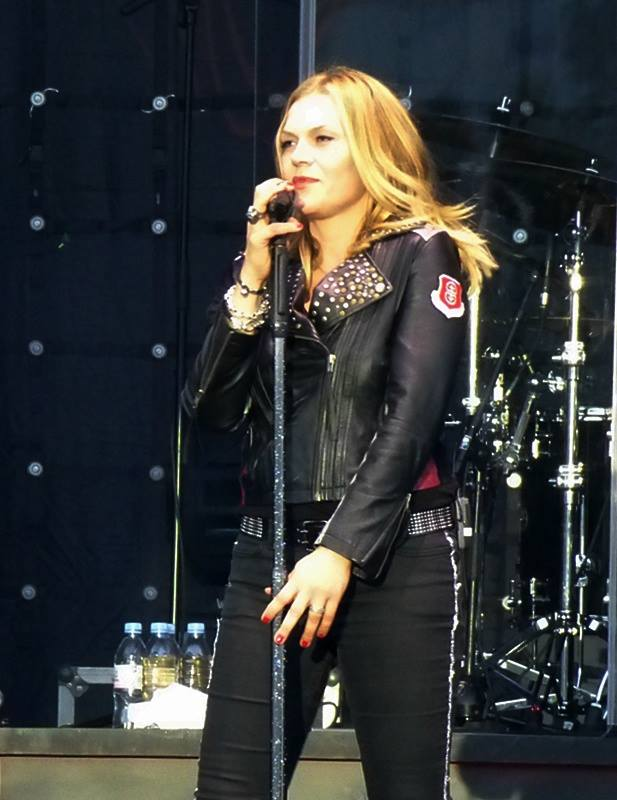
Anna Loos mit Silly, 2013

2006 ging Loos mit der Band Silly, für die sie bereits Ende 2005 als Gastsängerin aufgetreten war, unter dem Namen Silly & Anna Loos auf Tournee und trat damit die Nachfolge der 1996 verstorbenen Sängerin Tamara Danz an. Danach war Loos bis Ende 2016 festes Mitglied der Band.
Mit Silly spielte Loos unter anderem die Single Ich sag nicht ja und das Album Alles Rot ein (beide 2010), mit denen die Band sich in den deutschen Musikcharts platzieren konnte. Mit der Single-Auskopplung Alles Rot erreichte Silly bei der Teilnahme am von Stefan Raab organisierten Bundesvision Song Contest 2010 den zweiten Platz für Sachsen-Anhalt. Im September 2011 trat sie erneut beim Bundesvision Song Contest an, wo sie diesmal im Duett mit Bosse den dritten Platz belegte. Loos veröffentlichte im März 2019 ihr erstes Soloalbum mit dem Titel Werkzeugkasten, das Platz 16 der deutschen Charts erreichte.
Im Frühjahr 2023 nahm Loos als Seepferdchen an der achten Staffel der ProSieben-Show The Masked Singer teil und belegte den sechsten Platz.

## Filmografie

### Kino
- 1998: Das Mambospiel
- 1998: Kai Rabe gegen die Vatikankiller
- 2000: Anatomie
- 2001: Der Mistkerl
- 2001: Ein göttlicher Job
- 2003: NeuFundLand
- 2005: Gisela
- 2007: GG 19 – Deutschland in 19 Artikeln
- 2008: Nur ein Sommer
- 2008: 10 Sekunden
- 2015: Desaster

### Fernsehfilme
- 1997: Kalte Küsse
- 1998: Single sucht Nachwuchs
- 1998: Der Kinderhasser
- 1998: Höllische Nachbarn
- 1999: Traumfrau mit Nebenwirkungen
- 1999: Letzter Atem
- 1999: Sieben Tage bis zum Glück
- 2000: Halt mich fest!
- 2000: Höllische Nachbarn – Nur Frauen sind schlimmer
- 2001: Das sündige Mädchen
- 2001: Die Hunde sind schuld
- 2002: Die Frauenversteher – Männer unter sich
- 2002: Verhexte Hochzeit
- 2002: Der Liebe entgegen
- 2005: Ein Koala-Bär allein zu Haus
- 2005: In Liebe eine Eins
- 2006: Die Hochzeit meines Vaters
- 2006: Die Unbeugsamen
- 2007: Von Müttern und Töchtern
- 2007: Theo, Agnes, Bibi und die anderen
- 2008: Das Wunder von Berlin
- 2008: Lilys Geheimnis
- 2009: Das Echo der Schuld
- 2009: Böseckendorf – Die Nacht, in der ein Dorf verschwand
- 2009: Wohin mit Vater?
- 2009: Dornröschen
- 2009: Es liegt mir auf der Zunge
- 2010: Liebe vergisst man nicht
- 2011: Die Lehrerin
- 2011: Fischer fischt Frau
- 2011: Mandy will ans Meer
- 2012: Komm, schöner Tod
- 2013: Nacht über Berlin
- 2013: Zeugin der Toten
- 2013: Die Frau von früher
- 2013: Mord in den Dünen
- 2014: Die letzten Millionen
- 2015: Zum Sterben zu früh
- 2015: Das Dorf der Mörder
- 2016: Die Stadt und die Macht (Sechsteiler)
- 2016: Gefangen im Paradies
- 2018: Tannbach – Schicksal eines Dorfes (Mehrteiler)
- 2018: Reich oder tot
- 2019: Unschuldig
- 2020: Alle Nadeln an der Tanne
- 2022: Honecker und der Pastor

### Fernsehserien und -reihen
- 1995: Inseln unter dem Wind (Folge Untergetaucht)
- 1996: T.V. Kaiser (Folge Mein Kind ist ein Fan oder Die Boyzone liegt nicht im Osten)
- 1997–2000, 2007, 2012: Tatort → siehe Team Köln: Ballauf und Schenk
  - 1997: Willkommen in Köln
  - 1997: Bombenstimmung
  - 1998: Manila
  - 1998: Bildersturm
  - 1998: Streng geheimer Auftrag
  - 1999: Restrisiko
  - 1999: Licht und Schatten
  - 1999: Drei Affen
  - 1999: Martinsfeuer
  - 2000: Bittere Mandeln
  - 2000: Trittbrettfahrer
  - 2000: Direkt ins Herz
  - 2000: Quartett in Leipzig
  - 2007: Nachtgeflüster
  - 2012: Fette Hunde
- 1997: Doppelter Einsatz (Folge Der Mörder mit der Maske)
- 1998: Balko (Folge Die Neue)
- 1998: Im Namen des Gesetzes (Folge Die Reklamation)
- 1998: Nikola (Folge Hängen im Schacht)
- 1999: SK Kölsch (Folge Die letzte Partie)
- 2005: Tatort: Der Frauenflüsterer
- 2006: Spreewaldkrimi: Das Geheimnis im Moor
- 2006: Nachtschicht – Der Ausbruch
- 2006: Stolberg (Folge Kreuzbube)
- 2010–2018: Weissensee
- 2010: SOKO Leipzig (Folge Silly – Tod im Konzert)
- 2013: Tatort: Kaltblütig
- 2013: Schimanski: Loverboy
- seit 2014: Helen Dorn
  - 2014: Das dritte Mädchen
  - 2014: Unter Kontrolle
  - 2015: Bis zum Anschlag
  - 2015: Der Pakt
  - 2016: Gefahr im Verzug
  - 2016: Die falsche Zeugin
  - 2017: Gnadenlos
  - 2017: Verlorene Mädchen
  - 2018: Schatten der Vergangenheit
  - 2018: Prager Botschaft
  - 2019: Nach dem Sturm
  - 2020: Atemlos
  - 2020:Kleine Freiheit
  - 2021:Wer Gewalt sät
  - 2021:Die letzte Rettung
  - 2022:Das rote Tuch
  - 2023:Das Recht zu schweigen
  - 2023: Der kleine Bruder
  - 2024: Todesmut
  - 2025: Schwarzes Herz
- 2017: In Wahrheit: Mord am Engelsgraben
- 2017: Spreewaldkrimi: Zwischen Tod und Leben
- 2018: Unschuldig
- 2023: Düstersee

## Diskografie

### Studioalben
- 2019: Werkzeugkasten
- 2023: Das Leben ist schön

## Auszeichnungen
- 2000: Darstellerpreis des Fernsehfilmfestivals Baden-Baden für Halt mich fest!
- 2000: 2. Platz beim New Faces Award für Anatomie
- 2010: Nominierung für die Goldene Kamera als Beste deutsche Schauspielerin für Böseckendorf – Die Nacht, in der ein Dorf verschwand und Es liegt mir auf der Zunge
- 2011: Goldene Kamera als Beste deutsche Schauspielerin für Wohin mit Vater?
- 2011: Sonderpreis des Oberbürgermeisters des Günter-Rohrbach-Filmpreises für ihr schauspielerischen Leistungen in Die Lehrerin
- 2012: Bayerischer Fernsehpreis als Beste Schauspielerin in einem Fernsehfilm für Die Lehrerin
- 2018: Verdienstorden des Landes Berlin für ihr zivilgesellschaftliches Engagement[15]